# Елгин, Евгений Васильевич
Евгений Васильевич Елгин (родился 10 марта 1987 года в Красноярске) — российский регбист, игрок команды Енисей-СТМ и сборной России по регби-15. Ранее борец вольного стиля.

## Биография

### Вольная борьба
До прихода в регби вместе с родным братом Иваном занимался вольной борьбой. Выступал в категории до 120 кг и абсолютной категории.  Был победителем и призёром нескольких всероссийских и международных турниров. Мастер спорта по вольной борьбе и регби.

### Регби
С 2013 года начал заниматься регби, первоначально выступая за дубль «Енисея-СТМ» («Енисей-СТМ-2»). Перейти в регби его убедил тренер Александр Первухин. С сезона 2014 года в первой команде. В первый же сезон стал чемпионом и обладателем Кубка. В 2015 году стал вторым по результативности игроком в команде по занесенным попыткам. Дважды стал обладателем евро трофея - Континентального Щита.

### Карьера в сборной
Дебютировал в матче против Германии 13 февраля 2016 года. В составе национальной сборной дважды выиграл Кубок Наций в 2016 и 2017 годах в Гонконге. Участник Кубка Мира по регби 2019. 

## Достижения
- Чемпион России — 2014, 2016, 2017, 2018, 2019, 2020/21
- Обладатель Кубка России — 2014, 2016, 2017, 2020